# Ackey della Costa d'Oro
L'ackey è stato una valuta emessa per la colonia britannica della  Costa d'Oro dagli inglesi tra il 1796 e il 1818. Era suddiviso in 8 takoe e corrispondeva alla mezza corona britannica, quindi 1 takoe = 33⁄4 pence e 1 sterlina = 8 ackey.
La valuta consisteva in monete d'argento con tagli da 1 takoe, 1⁄4, 1⁄2 e 1 ackey. Tutte le monete tranne il takoe portavano l'iscrizione "Free Trade to Africa by Act of Parliament 1750", che commemorava l'African Company Act del 1750, con cui venne sciolta la Royal African Company e creata la African Company of Merchants, in vita durante la circolazione dell'ackey.
Il nome deriva dall'uso dei semi dell'ackee per pesare la polvere d'oro; un seme di ackee pesava circa 20 grani troy (1,3 grammi).